# Unione montana Monfenera Piave Cesen
L'unione montana Monfenera Piave Cesen è stata un'unione montana del Veneto.
Era costituita da soli tre comuni: Pederobba (già compreso nella comunità montana del Grappa), Vidor e Valdobbiadene (un tempo parte della comunità montana delle Prealpi Trevigiane). Si localizzavano nella provincia di Treviso settentrionale, a cavallo del fiume Piave e ai piedi del Monfenera e del monte Cesen.
A causa degli elevati costi di gestione, derivati anche alla riforma che ha ridimensionato i finanziamenti regionali alle unioni montane, il 16 giugno 2020 i tre comuni hanno concordato la soppressione dell'ente. La decisione è divenuta effettiva con la Deliberazione della Giunta Regionale n. 1227 del 1º settembre 2020 (pubblicata nel BUR del 15 settembre successivo). Le funzioni attinenti alla gestione dell'area montana sono state trasferite alla provincia di Treviso.